# Estação Puotila

Puotila é uma estação das 16 estações da linha única do Metro de Helsínquia.